# Jonas Stier
Jörg Manfred Jonas Stier, född 4 september 1967, är en svensk sociolog och professor.
Stier disputerade 1998 vid sociologiska institutionen vid Göteborgs universitet med avhandlingen Dimensions and experiences of human identity. Han har även varit verksam vid dåvarande Växjö universitet, Mälardalens högskola, Högskolan i Skövde, Högskolan Dalarna och Malmö universitet. För närvarande (2023) är han verksam som professor i socialt arbete vid Mälardalens universitet. 
Hans forskning kretsar kring identitet, interkulturellt samspel och interaktion i nutidssamhället och han är författare till dussintalet böcker inom dessa områden. I sin forskning samverkar ofta Stier med aktörer utanför högskolor och universitet.
En utredning av svensk landslagsgymnastik åren 2012–2013 blev mycket uppmärksammad i media och idrottsrörelsen och föranledde en debatt om ledarkultur och trygg barn- och ungdomsidrott.
Han blev 2020 en av medlemmarna i Vetenskapsrådets expertgrupp för forskningskommunikation i forskarutbildningen.